# Augusta (planta)
Augusta (planta) é um género botânico pertencente à família Rubiaceae..